# Andrei Berki
Andrei Berki, född 7 november 1952, är en rumänsk bågskytt. Han deltog vid olympiska sommarspelen 1980.